# Summer of Darkness
Summer of Darkness es el segundo álbum de estudio del grupo estadounidense de metal alternativo Demon Hunter, lanzado en 2002 por medio de la compañía discográfica Solid State Records.
La canción «My Heartstrings Come Undone» forma parte de la banda sonora de la película Resident Evil: apocalipsis.
La revista estadounidense HM Magazine la clasificó en la posición 34 como uno de los 100 mejores álbumes de rock cristiano de todos los tiempos.

## Listado de canciones
| LP original |                                        |              |          |  |
| N.º         | Título                                 | Música       | Duración |  |
| 1.          | «Not Ready to Die»                     | Demon Hunter | 5:03     |  |
| 2.          | «The Awakening»                        | Demon Hunter | 4:11     |  |
| 3.          | «Beheaded»                             | Demon Hunter | 3:14     |  |
| 4.          | «My Heartstrings Come Undone»          | Demon Hunter | 4:38     |  |
| 5.          | «Our Faces Fall Apart»                 | Demon Hunter | 4:52     |  |
| 6.          | «Less Than Nothing»                    | Demon Hunter | 2:57     |  |
| 7.          | «Summer of Darkness»                   | Demon Hunter | 3:10     |  |
| 8.          | «Beauty Through the Eyes of aPredator» | Demon Hunter | 5:32     |  |
| 9.          | «Annihilate the Corrupt»               | Demon Hunter | 4:09     |  |
| 10.         | «I Play Dead»                          | Demon Hunter | 5:20     |  |
| 11.         | «Everything Was White»                 | Demon Hunter | 3:54     |  |
| 12.         | «Coffin Builder»                       | Demon Hunter | 4:01     |  |
| 13.         | «The Latest and the Last»              | Demon Hunter | 3:44     |  |
| 52:45       |                                        |              |          |  |

## Créditos
- Demon Hunter — Dirección artística
- Brandon Ebel — Productor
- Jeff Gros — Fotografía
- Zach Hodges —	Asistente
- Howard Jones — Teclados
- Kris McCaddon — Foto
- J.R. McNeely — Mezcla
- Aaron Mlasko — Batería
- Tyson Paoletti — A&R
- Aaron Sprinkle — Productor